# AJOC Festival
Het AJOC Festival is een vierdaags muziekfestival in het Nederlandse Mijdrecht. Het festival word georganiseerd door vrijwilligers en vond elk jaar plaats in het weekend van Pinksteren. Verschillende artiesten van Nederlandse bodem treden op.
In december 2012 werd bekend dat er geen nieuwe editie meer zou komen, vooral vanwege teruglopende bezoekersaantallen en oplopende verliezen. Er komen kleinschaligere activiteiten voor in de plaats.
In 2014 en 2015 hebben er 'Back to Basic' edities plaatsgevonden, deze waren een stuk kleinschaliger dan de voorgaande jaren.
Op 16, 17 en 18 juni 2023 heeft er een editie van het nieuwe AJOC Next Generation plaatsgevonden. Dit is grotendeels georganiseerd door kinderen van de oud-AJOC leden en vele vrijwilligers.
De volgende editie is gepland op op 20, 21 en 22 juni 2025.

## Opzet van het festival
De tent bood plaats aan 4200 bezoekers. Op vrijdag, zaterdag en zondag gaven steeds drie bands een liveoptreden. De maandag was 'Spektakeldag'. In en om de tent waren er activiteiten voor kinderen, jongeren en ouderen.

## Geschiedenis
Het festival werd georganiseerd door AJOC (Algemene Jongeren Ontspannings Club) en had zijn oorsprong in 1982. Het feestweekend vond toen nog plaats in september. Het begon met een veiling op de eerste avond, de tweede avond was een dansavond met een band en de derde avond was een afsluitingsavond met discotheek.
Dit feest werd georganiseerd door vier verenigingen onder de gezamenlijke naam 'De Kring'. De Kring (bestaande uit AJOC, KPJ Vinkeveen, Joel en Mix) wilde iets organiseren, om de saamhorigheid te vergroten en De Kring financieel sterker te maken. Helaas was binnen De Kring niet voldoende animo om jaarlijks een feestweekend te organiseren. Daarom werd het voorstel gedaan om een jaar over te slaan. AJOC zag hier niets in en besloot zelfstandig verder te gaan. Dit was het begin van het AJOC Festival dat jaarlijks met Pinksteren werd georganiseerd.
Het AJOC Festival heeft de onderstaande locaties gekend:
- 1982 en 1983 bij J. Bakker op Molenland
- 1984-1989 bij P. Mourits op Molenland
- 1990-2009 bij L. v/d Meer op Molenland
- 2010-2012 bij Peek op de Bovendijk
- 2014-2015 bij Peek op Molenland (zelfde locatie als '82 & '83)
- 2023-tot heden bij Oudshoorn op Molenland (zelfde locatie als '90 - '09)

## Edities en daarbij aanwezige artiesten
| Editie              | Artiesten |
| ------------------- | --- |
| 2024                | Huis DJ Rob van Dijk, Fabulous 90's DJ Team, Robert van Hemert, The Euro's, Het Feestteam, Qmusic Foute uur, Daredevils, Jeroen van der Boom, Bella Ballon, Kids DJ Team, Zing je Moerstaal (Guus Bok), Pater Moeskroen |
| 2023                | Qmusic: Het Foute Uur, René Karst, Daredevils, DJ Menzo, Rave van Fortuin, Rutger van Barneveld, Monique Smit, BENR, Mooi Wark                                                                                          |
| 2015: Back to Basic | The Dirty Daddies, Big Bird, Royal Beat, 3fm Serious Radio |
| 2014: Back to Basic | The Dirty Daddies, 90's NOW, Big Bird, Rock-'n-Roll Circus |
| 2012                | 2 Brothers on the 4th Floor, DJ Paul Elstak, 90's NOW, The Opposites, DI-RECT, Go Back To The Zoo, De Dijk, Het Goede Doel, Dire Straitz (coverband), BZB, De Coronas                                                   |
| 2011                | 90's NOW, Twenty 4 Seven, Ben Liebrand, Waylon, Alain Clark, Racoon, 3JS, Jan Smit, Frans Duijts, Memphis Maniacs, BZB                                                                                                  |
| 2010                | Miss Montreal, DI-RECT, BLØF, Valerius, Ilse DeLange, Destine, Moke, Kane, Soulvation, Waylon, De Dijk, Guus Meeuwis, Jan Smit, 3JS, Mooi Wark                                                                          |
| 2009                | Rigby, Kane, Jan Smit, All Missing Pieces, Guus Meeuwis, Miss Montreal, Kraak & Smaak, BLØF, Stereo, Bertolf, Golden Earring, Nick & Simon, Djumbo, Nikki, Memphis Maniacs, Pater Moeskroen                             |
| 2008                | Moke, Alain Clark, Jan Smit, Dennis, Racoon, Stevie Ann, Silkstone, Anouk, VanVelzen, Leaf, Golden Earring, Kus, Jeroen van der Boom, BZB                                                                               |
| 2007                | The Sheer, Ilse DeLange, Jan Smit, Luie Hond, Guus Meeuwis met band, Relax, VanVelzen, BLØF, DI-RECT, Seven, Golden Earring, TopStars, Boris met band, Band Zonder Banaan                                               |
| 2006                | Lange Frans en Baas B, Van Dik Hout, Kane, Racoon, De Dijk, DI-RECT, I.O.S., Golden Earring, Kus, Belle Pérez, Pater Moeskroen, Djumbo, Topstars, Chipz                                                                 |
| 2005                | Intwine, Krezip, Within Temptation, Treble, Ilse de Lange, DI-RECT, The Sheer, Golden Earring, Kim-Lian, Xander de Buisonjé, BZB                                                                                        |
| 2004                | Intwine, DI-RECT, Kane, Dewi, Van Dik Hout, Krezip, Tacker, Golden Earring, Fontane, Rowwen Hèze |
| 2003                | Beef, De Dijk, Within Temptation, Sita, Van Dik Hout, DI-RECT, Bad Candy, Golden Earring, 't Dak d'r Af, Pater Moeskroen                                                                                                |
| 2002                | De Kast, BZB, Rowwen Hèze, Van Dik Hout, BLØF, Birgit, Golden Earring, René Froger, One Two Trio |
| 2001                | De Dijk, Kane, Volumia, Ilse DeLange, Lichter Laaie, Golden Earring, De Kast, Pater Moeskroen |
| 2000                | Volumia, De Kast, Van Dik Hout, BLØF, Lichter Laaie, Tröckener Kecks, Rowwen Hèze, Henk Westbroek, Skik |
| 1999                | BLØF, De Kast, Billy The Kid, Anouk, Rowwen Hèze, Golden Earring, Close II You, Rob de Nijs |
| 1998                | De Kast, Van Dik Hout, The Scene, Rowwen Hèze, Golden Earring, One Two Trio, Scala Girls, Guus Meeuwis |
| 1997                | Bert Heerink, De Dijk, Van Dik Hout, Rowwen Hèze, Golden Earring, Bad, Pater Moeskroen, Gerard Joling |
| 1996                | B.Z.N., Normaal, Moon Flower, De Dijk, Golden Earring, Havenzangers, Marco Borsato |
| 1995                | Normaal, Pater Moeskroen, The Scene, Golden Earring, Tilt, Maurice Kroon |
| 1994                | Normaal, The Radio's, Rowwen Hèze, Golden Earring, René Froger, 2 Brothers on the 4th Floor, T.O.C. |
| 1993                | Normaal, The Scene, De Dijk, Golden Earring, Anita Meyer, Pater Moeskroen |
| 1992                | Normaal met Willem Duyn, Clouseau, Golden Earring, Rob de Nijs, DJ Buzz Fuzz |
| 1991                | Frozen Steel, Black Night, Normaal, De Dijk, Golden Earring |
| 1990                | Anny Schilder, Normaal, Lois Lane, Kadanz |
| 1989                | Normaal, Daylight, Grant and Forsyth |
| 1988                | De Dijk, VOF de Kunst |
| 1987                | Maarten Peters, Novo Band |
| 1986                | Frank Boeijen Groep |
| 1985                | Zaterdag motorcross gevolgd door een dansavond, zondag boerendag gevolgd door een dansavond |
| 1984                | Zaterdag motorcross gevolgd door een dansavond, zondag boerendag gevolgd door een dansavond |
| 1983                | Zaterdag motorcross gevolgd door een dansavond, zondag boerendag gevolgd door een dansavond |